# Тонгерен
Тонгерен (нидерл. Tongeren, МФА: [ˈtɔŋərə(n)]; фр. Tongres, нем. Tongern) — древнейший город Бельгии, во времена Цезаря бывший центром германского племени тунгров, а в раннем средневековье — графства Хеспенгау, колыбели королевского дома Капетингов. Стоит на реке Екер северо-западнее Льежа (современная провинция Лимбург). Нас. — 29,7 тыс. жит. (2006).
В 57-54 гг. до н. э. Тонгерен (известный на латыни как Atuatuca Tungrorum) становится центром восстания эбуронов под предводительством Амбиорикса, которому в городе поставлен памятник. Он оставался крупным центром при Меровингах, несмотря на разорения Аттилой (451), салическими франками и норманнами. Город был неплохо укреплён; до сих пор сохранились фрагменты римских стен.
Особенно велико было в раннем средневековье религиозное значение Тонгерена. Именно здесь возникла в IV веке первая в этих краях епископия, во главе которой стоял св. Серватий Маастрихтский. Этот прелат перенёс центр епископии вверх по течению в Маастрихт. Позднее она выросла в Льежское епископство, одним из главных центров которого в средние века оставался Тонгерен. После разорения брабантцами (1212) и французами (1677) Тонгерен теряет прежнее значение.
Первое место среди памятников старины занимает базилика Тонгеренской Богоматери, построенная в готическом стиле XIII века. Беффруа и монастырь бегинок в ряду аналогичных бельгийских построек причислены к памятникам Всемирного наследия. Кельто-римские древности Тонгерена выставлены в местном археологическом музее.
- Памятник Амбиориксу
- Тонгеренская базилика
- Внутренность базилики
- Скульптурная группа

## Известные уроженцы
- Дэвид Паас (фр. David Paas), бельгийский футболист.
- Роберт Кайо, один из изобретателей технологии Всемирной паутины (World Wide Web) (совместно с сэром Тимом Бернерсом-Ли).